# Полосатый скунс
Полосатый скунс (лат. Mephitis mephitis) — вид хищных млекопитающих семейства скунсовых. Зверь средней величины и крепкого сложения. Длина тела 28—38 см, хвоста 17—30 см. Масса 1,2—5,3 кг. Лапы короткие, стопоходящие, со слабо изогнутыми когтями. Когти передних лап длинные, приспособленные для рытья; задних — короче. Уши короткие, с широким основанием и закруглёнными верхушками.
Мех у скунса высокий, очень густой, но грубый. Хвост длинный и лохматый. Окраска — сочетание тёмного (чёрного) и белого цветов: на общем тёмном фоне выделяются широкие белые полосы, начинающиеся на голове и идущие вдоль хребта к хвосту, который обычно покрыт черными и белыми волосами вперемешку. Ширина и длина полос отличаются у каждой особи.
Под хвостом у основания ануса у скунса находятся особые пахучие железы, выделяющие маслянистую жидкость с отвратительным, стойким запахом, похожим на запах тухлых яиц; в случае опасности скунс выбрызгивает её в сторону врага. Яркая контрастная окраска скунса служит предостережением возможным хищникам.

## Распространение
Полосатый скунс распространён в Северной Америке повсеместно от Южной Канады до севера Мексики. На территории США встречается во всех штатах, кроме Аляски и Гавайев.

## Образ жизни и питание
Скунсы населяют разнообразные биотопы — как леса, так и открытые пространства, включая пустыни. Наибольшая плотность полосатого скунса отмечена на сельскохозяйственных угодьях (13 скунсов на 259 га). Это одиночные животные; только во время зимней спячки самки могут образовывать группы из нескольких особей. На охоту скунсы выходят в сумерках или ночью. Они хорошо плавают, но по деревьям лазают плохо.
Полосатые скунсы всеядны, однако до 70 % их рациона составляют насекомые. Кроме них, скунсы поедают мелких млекопитающих (полёвок, хомяков, кроликов), яйца птиц и птенцов, рыбу, рептилий и в больших количествах растительную пищу — траву, листья, почки, плоды, зерно и орехи, а также падаль.
Осенью скунсы отъедаются и сильно жиреют. В северной части ареала они в холодное время года впадают в спячку. В конце октября — начале ноября скунс начинает собирать материал (сухую траву и листья) для зимнего гнезда, а в начале декабря впадает в сон. Зимним убежищем скунсу служат норы и любые сухие укромные места. Обычно он занимает нору другого некрупного животного, реже выкапывает её сам. Самки обычно собираются в зимних логовах группами до 6 особей с детёнышами; иногда с ними зимует один самец, но чаще самцы занимают отдельные убежища. Самки и детёныши редко просыпаются раньше конца марта, но взрослые самцы бывают активны во время зимних оттепелей.
Естественных врагов у скунса немного; только изредка он становится добычей пумы, койота или собаки. Если полосатого скунса потревожить, он в качестве предупреждения сперва выгибает спину, поднимает хвост и громко клацает зубами. В случае опасности скунс поворачивается к врагу спиной, закидывает хвост на спину и сокращением сфинктеров выбрызгивает в него секрет анальных желез, точно попадая в цель с расстояния в 2—3 метра. Секрет имеет отталкивающий тошнотворный запах (провоцирующий сильный кашель и иногда обморок) и, попадая на слизистую оболочку глаза, вызывает сильное жжение и временную слепоту. К тому же он очень устойчив и может оставаться на теле хищника или человека в течение длительного времени. Из-за запаха млекопитающие хищники редко охотятся на скунсов, их основными врагами являются хищные птицы — виргинский филин (Bubo virginianus) и краснохвостый сарыч (Buteo jamaicensis).
Приручённые полосатые скунсы отличаются весёлым, дружелюбным нравом. В зоопарках и в неволе им обычно удаляют пахучие железы.

## Размножение
Самцы скунсов полигамны. У самок обычно одна течка в год, длящаяся ок. 3 дней. Период спаривания приходится на конец зимы — начало весны.
Средняя продолжительность беременности — 63 дня. В помёте от 2 до 10, обычно 5—6 детенышей. Новорожденные появляются на свет слепыми и беспомощными. Глаза у них открываются в возрасте 2 недель. В возрасте 4 недель детёныши уже умеют принимать оборонительную позу, поднимая хвост. Лактация у самки продолжается до 6—7 недель. Затем молодые скунсы покидают логово и следуют за матерью в поисках пищи. В первую спячку они впадают вместе с матерью. На следующий год они уже полностью независимы. Самцы потомством не занимаются.
В природе полосатые скунсы живут 2—3 года; в неволе — обычно до 5 лет. До 90 % молодых скунсов не переживают свою первую зиму.

## Значение для человека
Скунсы приносят большую пользу сельскому хозяйству, поедая насекомых—вредителей (колорадский жук, саранча и др.) и мышей. По уничтожению вредителей они являются лидерами среди млекопитающих.
Иногда они поедают морковь на полях и разоряют курятники, но достаточно редко. Поедают также пчёл на пасеках. Гораздо большую опасность скунсы представляют как разносчики бешенства; это причина, по которой держать скунсов как домашних животных запрещено во многих штатах США.
Одно время полосатых скунсов разводили на зверофермах, предварительно удалив анальные железы, однако в настоящее время их красивый мех не пользуется спросом. В 1933—1939 гг. делались неудачные попытки акклиматизировать полосатого скунса в СССР — в Воронежском заповеднике, на о-ве Петрова в Приморском крае, в Харьковской области, Киргизской и Азербайджанской ССР, Дагестанской АССР. Принято считать, что главная причина неудачи заключалась в том, что на волю выпускали зверей с удалёнными анальными железами — их единственным защитным органом. Но по свидетельству зоолога Мантейфеля скунсы были нормальные. Просто хищники, незнакомые с ними, моментально их истребили. Урок они получили на всю жизнь, но скунсы уже были уничтожены.

## Запах скунса
Секрет, вырабатываемый анальными железами скунса, имеет чрезвычайно неприятный, в том числе и для человека, запах. Удаление запаха с одежды и предметов, подвергшихся воздействию секрета анальных желез, может представлять серьёзную проблему. Для удаления запаха с успехом используется смесь, включающая в себя мыло, пероксид водорода и пищевую соду (смесь должна быть использована немедленно после приготовления). Тиолы, входящие в состав выделений желез скунса, не растворяются водой или мыльным раствором. Но сода оказывается катализатором окислительных способностей пероксида водорода, которая окисляет тиолы.
Скунс в качестве пахнущего компонента использует этантиол — самое сильнопахнущее природное соединение. Человек чувствует его запах, даже если вдохнет его только 0,000000000002 г. Его также добавляют к природному газу для обнаружения утечек, поскольку природный газ в чистом виде практически не пахнет.